# Wassermühle Lage

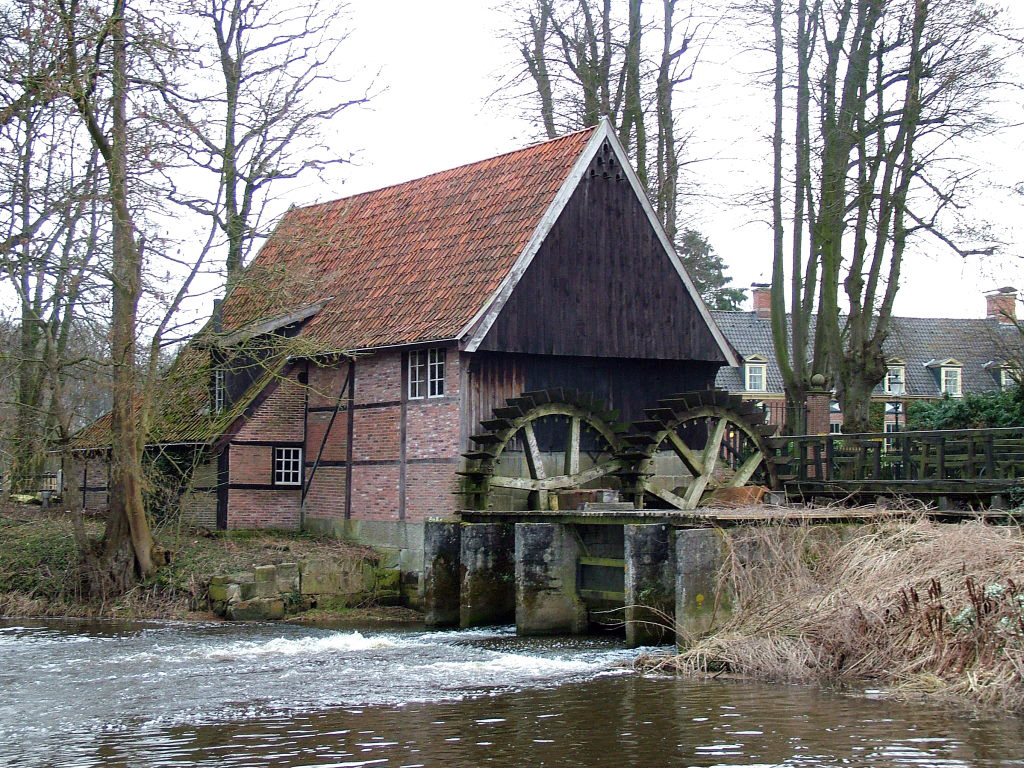
Die Wassermühle in Lage

Die Wassermühle Lage ist eine Wassermühle an der Dinkel in der Gemeinde Lage in Niedersachsen. 
Die Wassermühle wurde im Jahr 1270 erstmals urkundlich erwähnt, ebenso ist in einem Pfändungsvertrag aus dem Jahr 1377 die Rede von einer Mühle in Lage an der Dinkel. Jedoch wird erst rund 200 Jahre später vom damaligen König von Spanien, Philipp II., als Herrscher der Niederlande die Genehmigung erteilt, an der Dinkel eine Mühle zu errichten, vermutlich handelte es sich hier um einen Wiederaufbau oder eine Erweiterung der bestehenden Mühle, genaues ist aber nicht bekannt.
Im heutigen Erscheinungsbild zeigt sich die Mühle seit dem späten 17. Jahrhundert. Charakteristisch sind die beiden unterschlächtigen Wasserräder, von denen ein Korn- und ein Ölmahlgang angetrieben werden. In den frühen Jahren des 20. Jahrhunderts wurde auch der elektrische Strom für die Versorgung des Ortes in der Mühle erzeugt. Nach dem Ersten Weltkrieg wurde die Ölmühle stillgelegt. Die Kornmühle war bis zum Jahr 1957 in Betrieb, wobei diese ab 1931 nicht mehr von Wasserkraft, sondern durch einen Dieselmotor angetrieben wurde. Nach dem Tod des letzten Müllers stand die Mühle leer.
Als das Gebäude zu verfallen drohte, begann man 1962 mit den notwendigsten Sicherungsarbeiten. 10 Jahre später veranlasste schließlich der Landkreis Grafschaft Bentheim eine umfassende äußerliche Restaurierung der Mühle, die auch wieder beide Wasserräder erhielt, sowie den Rückbau der in den 1930er Jahren ausgebauten Dinkel und die Restaurierung des Stauwehrs zur Verbesserung der Wasserverhältnisse. In den Jahren bis 1976 folgte auch die Instandsetzung der Mühlentechnik, so dass die Mühle heute an ausgewählten Tagen in Betrieb vorgeführt werden kann. In der ehemaligen Müllerwohnung wurde nach der Restaurierung eine Teestube eingerichtet.